# Арчы-Забота
«Арчы-Забота» — общественно-политическая еженедельная газета, издающаяся в городе Якутске.

## История газеты
В январе 1993 года под эгидой Министерства социальной защиты, труда и занятости Республики Саха (Якутия) вышла в свет новая газета. С первого номера газета «Забота-Арчы», именно так она тогда называлась, сразу завоевала авторитет у читателя, стала ведущим периодическим изданием республики. Первым редактором газеты была назначена Маргарита Михайловна Сон. Особенностью газеты и тогда и сейчас является то, что она выходит на двух языках – на русском и якутском. Тираж газеты в 1993 году составлял 6042 экземпляров, а через 5 лет в 1998 году тираж увеличился до 13 тысяч экземпляров.
В 2001 году главным редактором газеты назначен Александр Иванович Веревкин. В феврале 2002 года была основана газета в газете «Ветеран», основной целью которой до сих пор является информирование населения о мероприятиях к 60, 65, 70, 75 и 80-летиям Великой Победы, освещение жизненного, боевого и трудового пути старшего поколения. На страницах «Ветерана» постоянно освещаются военные операции, где участвовали якутяне, прослеживается их военный путь. Подвиг тружеников тыла, детей войны — один из главных тем газеты.
С июля 2020 года газета стала ежемесячной, сохранились постоянные рубрики и приложение «Ветеран», в новом выпуске стали выходить новые приложения «Семья», «ЗА:Госуслуги» и спортивная  газета в газете «Дьулурҕан». С этого времени главным редактором газеты назначен Василий Николаевич Мандаров. А с января 2021 года газета стала выходить два раза в месяц на 24-х полосах. В 2020 году редакция работала над проектом «Лица Победы» газеты «Забота-Арчы», посвященный 75-летию  Великой Победы.  С октября 2019 года из номера в номер знакомили с живыми героями, ветеранами, участниками Великой  Отечественной войны. В рамках этого проекта написано о 73 ветеранах войны, проживающих в нашей республике. С каждым годом всё меньше остаётся живых свидетелей тех трагических событий, и тем дороже для нас каждое их воспоминание. 
В 2024 году к 80-летию Победы редакцией организован конкурс «Их подвиги мы будем помнить всегда» и открыта рубрика «Из архива редакции». С марта 2024 года главным редактором газеты работает Виктор Викторович Эверстов. 
В 2002 году газета стала лауреатом СМИ «Вся Россия - 2001» и признана «Газетой года» в РС (Я), в 2003 году стала победителем Всероссийского конкурса «Некоммерческая пресса провинции», в 2013 году – лауреат Всероссийского конкурса «Золотой фонд прессы России».

## Тематика
Газета «Забота-Арчы» единственное в республике издание, специализирующееся на социальных вопросах. Газета является проводником политики Главы, Правительства, Государственного собрания (Ил Тумэн) Республики Саха (Якутия), Министерства труда и социального развития РС (Я) в области труда и занятости, социальной сферы. Издание тесно сотрудничает с Республиканским советом ветеранов войны, труда и правоохранительных органов, общественными организациями пенсионеров, инвалидов, Отделением пенсионного фонда РФ по РС (Я), негосударственными пенсионными фондами, страховыми компаниями и улусными органами социальной защиты, Федерацией профсоюзов РС (Я).
На страницах газеты постоянно печатаются истории из жизни якутян, деятельность ветеранских организаций, участие якутян в боях на фронтах и их самоотверженный труд в тылу во время Великой Отечественной войны, полезные советы, консультации и многое другое. 